# Lift
«Lift» és una cançó de la banda de rock britànica Radiohead, enregistrada durant les sessions de l'àlbum OK Computer (1997), no va veure la llum fins a l'any 2017 amb la publicació de OK Computer OKNOTOK 1997 2017. El llançament es va produir mitjançant descàrrega digital acompanyada d'un videoclip.

## Producció
Radiohead va estrenar la cançó l'any 1996 als Estats Units quan estaven de gira amb Alanis Morissette per Jagged Little Pill. El públic va acceptar la cançó ràpidament, i gràcies a una versió bootleg que va circular entre els seguidors, en va esdevenir una de les favorites. Van decidir enregistrar una versió de «Lift» durant les sessions d'enregistrament de OK Computer (1997), però finalment en va ser exclosa perquè no s'ajustava a la idea de l'àlbum. Pel següent treball, Kid A (2000), van indicar que anaven en una altra direcció musical i no hi havia forma d'encabir-la en l'àlbum. Tanmateix, durant la gira realitzada el 2002 van interpretar una versió més lenta i continguda, però van considerar que tenia menys qualitat que l'original. No van trobar el moment de llançar-la fins a la reedició de OK Computer per celebrar el vintè aniversari d'aquest àlbum. Aquesta edició especial de l'àlbum, titulat OK Computer OKNOTOK 1997 2017, incloïa una versió remasteritzada de les cançons de l'àlbum original, totes les cares-B dels senzills i tres cançons noves, entre les quals s'hi trobava «Lift».
Es tracta d'una balada d'estil britpop, de fet, una de les darreres cançons d'aquest estil que van compondre Radiohead abans de seguir un camí més fosc que van encetar precisament amb OK Computer. Les lletres descriuen un home rescatat d'un ascensor espatllat que llavors interpreta la resta de la seva vida com una sentència de mort.
El videoclip fou dirigit per Oscar Hudson i estrenat el 12 de setembre de 2017. S'hi pot veure a Yorke en un viatge en ascensor, també hi apareixen puntualment la seva dona i la seva filla, i s'hi poden veure referències a videoclips antics de Radiohead, per exemple els personatges dels videoclips de «Paranoid Android» i «Karma Police».

## Llista de cançons
| Núm. | Títol  | Durada |
| ---- | ------ | ------ |
| 1.   | «Lift» | 4:07   |

## Crèdits
| Radiohead - Colin Greenwood - Jonny Greenwood - Ed O'Brien - Philip Selway - Thom Yorke | Músics addicionals - Chris Blair – masterització - Nigel Godrich – producció, enginyeria - Jim Warren – producció, enginyeria |